# Bernardo Añor Guillamón
Bernardo Añor Guillamón (Caracas, Venezuela, 7 de octubre de 1959) es un exfutbolista y dirigente venezolano que actualmente es Gerente de Desarrollo de la Liga FUTVE.
Jugaba como centrocampista y su último equipo fue el Deportivo Italia de la Primera División de Venezuela.
Es padre de los también futbolistas Bernardo y Juan Pablo Añor.

## Carrera

### Clubes
Añor se formó en las categorías menores del Colegio San Ignacio de Loyola de Caracas. De allí, dio un salto al fútbol adulto en 1979 con un club aficionado llamado Bingo FC, en el cual militó hasta la primera mitad de los años 1980. En 1981 se incorporó a las filas del Deportivo Italia, en el que jugó entre 1981 y 1983, y luego en una segunda etapa entre 1985 y 1986. Entre ambas etapas, jugó con el Deportivo Táchira, con el que se consagró campeón nacional en 1984. 
Posteriormente, en 1986, es transferido al Destroyer's de Bolivia. Con este equipo se desempeñó en 10 partidos, anotando dos goles en la temporada de 1986.
En 1987 fue fichado por el Caracas Fútbol Club, donde jugó con notable éxito por cuatro temporadas. En 1991 regresa a una tercera y última etapa con el Deportivo Italia, cuadro con el que se retira en diciembre de 1992.

### Selección nacional
Añor jugó 20 partidos con la selección de fútbol de Venezuela, con la que debutó al ser convocado para la Copa América 1979, jugando solamente el partido frente a Colombia. Al año siguiente, integró la plantilla de la selección olímpica que representó a Venezuela en el torneo de fútbol en los Juegos Olímpicos de Moscú. En 1982, ganó la medalla de oro con la selección que representó a Venezuela en el torneo de fútbol en los Juegos Centroamericanos y del Caribe 1982, disputados en La Habana, Cuba. El gol de la victoria en la final ante México (1-0) fue obra de Añor. En 1983 participó en el torneo de fútbol de los Juegos Panamericanos de Caracas 1983.
Durante la campaña clasificatoria para la Copa del Mundo de 1986 marcó su único gol con la selección en el empate frente a Colombia. En 1989 jugó dos partidos de la Copa América de ese año.
Jugó su último partido con la casaca vinotinto en 1994, en un amistoso frente a Colombia.